# Álex Mula
Alejandro Miguel Mula Sánchez (Barcelona, 23 de juliol de 1996), conegut com a Álex Mula, és un futbolista català que juga en la demarcació d'extrem per la SD Ponferradina.

## Carrera esportiva
Mula es va unir a la disciplina del Màlaga CF el 2011 després de formar part del RCD Espanyol. Va fer el seu debut amb l'equip reserva el 30 de març de 2013 als 17 anys, contra la UD San Pedro en un partit que va finalitzar amb un resultat de 1-2 a favor del club sampedreny.
Mula va marcar el seu primer gol com a sènior el 7 de setembre de 2014, arribant a marcar un hat trick en una victòria per 7–0 contra el CD Español del Alquián. Posteriorment va començar a formar part de l'equip titular en les temporades següents marcant onze gols en la temporada 2016–17.
Després de fer la pretemporada de 2017 amb el primer equip, finalment Mula va ascendir al Màlaga CF a primera divisió gràcies a Míchel González. Va fer el seu debut amb l'equip el 26 d'agost del mateix any contra el Girona FC, en un partit que va finalitzar per 0–1 a favor del Girona.
El 8 de gener de 2020 l'AD Alcorcón va oficialitzar la seva arribada fins a final de temporada com a cedit.
El 23 d'agost de 2020 va marxar definitivament del Màlaga CF i va signar per quatre temporades amb el CF Fuenlabrada.